# Vuomajärvi (sjö i Kittilä, Lappland, Finland)
Vuomajärvi eller Vuomasjärvi är en sjö i Finland. Den ligger i kommunen Kittilä i landskapet Lappland, i den norra delen av landet, 900 km norr om huvudstaden Helsingfors. Vuomajärvi ligger 203,8 meter över havet. Arean är 18,9 hektar och strandlinjen är 1,74 kilometer lång. Sjön  ingår i Kemi älvs huvudavrinningsområde. 